# Gefleckter Kohltriebrüssler
Der Gefleckte Kohltriebrüssler (Ceutorhynchus pallidactylus) ist ein Käfer aus der Familie der Rüsselkäfer (Curculionidae).

## Merkmale
Der Gefleckte Kohltriebrüssler ist ein typischer Rüsselkäfer. Die Eier besitzen einen Längsdurchmesser von 0,56 mm und einen Querdurchmesser von 0,38 mm. Sie sind glänzend, milchig weiß und undurchsichtig. Die Larven durchlaufen drei Entwicklungsstadien bis zur Verpuppung. Im dritten Larvenstadium sind die Larven 4 bis 6 mm lang. Die Larven sind beinlos und besitzen eine bräunliche Kopfkapsel. Der Larvenkörper erscheint zunächst weißlich, später eher gelblich.
Der erwachsene Käfer ist 2,5 bis 3,2 mm groß und erscheint graufleckig. Auf den Flügeldecken findet sich ein weißer Fleck, der dem Insekt seinen deutschen Namen gibt. Der Käfer weist eine starke Beschuppung auf und wirkt etwas struppig. Die Männchen sind kleiner als die Weibchen und zeigen auf dem letzten Abdominalsternit ein Grübchen, das die Paarung erleichtert. Auch besitzt das Männchen einen Dornaufsatz am Ende der Hinterschiene, der das Festkrallen am Weibchen bei der Paarung ermöglicht.

## Vorkommen
Der Gefleckte Kohltriebrüssler ist in Mittel- und Nordeuropa verbreitet.

## Biologie
Die erwachsenen Käfer fliegen aus ihren Winterquartieren (Waldränder) in die jungen Rapsbestände bei Temperaturen von etwa 12 °C im Frühjahr (März) ein. Neben der Temperatur spielt insbesondere die Windstärke und auch die Strahlungsintensität eine Rolle bei der Zuwanderung in die Felder. Bei Windstärken von mehr als 3 Meter pro Sekunde erfolgt kein Zuflug.
Die Weibchen durchlaufen zunächst einen Reifungsfraß an den jungen Rapsblättern, da die Gonaden noch nicht ausgereift sind. Nach etwa 10 bis 14 Tagen (je nach Witterung) beginnen die Weibchen mit der Eiablage in die Blattstiele der Rapspflanze. Meist werden Gelege von 3 bis 5 Eiern abgelegt. Die insgesamt abgelegte Eizahl pro Weibchen kann sehr stark variieren.
Aus den Eiern entwickeln sich in wenigen Tagen die Larven, die insgesamt 3 Larvenstadien durchlaufen. Die Larven fressen zunächst im Pflanzenmark der Blattstiele, wandern dann aber im Laufe ihrer Entwicklung in den Haupttrieb der Pflanze ein, wo sie dann im Mark minieren. Ende Mai/Anfang Juni wandern die Larven aus der Pflanzen ab, indem sie ein Ausbohrloch in den Rapsstängel fressen. Die Larven lassen sich auf den Boden fallen und wandern dann ins Erdreich ab. In etwa 3 cm Tiefe verpuppen sich die Larven. Der Schlupf der adulten Käfer aus dem Boden beginnt Anfang Juli. Die Jungkäfer fressen dann noch eine Zeit lang an Alt-Rapsbeständen oder Unkräutern aus der Familie der Brassicaceae, bevor sie dann in die Winterquartiere einwandern.
Insgesamt durchläuft der Gefleckte Kohltriebrüssler nur eine Generation pro Jahr.
Erste Untersuchungen gehen davon aus, dass sich durch den Klimawandel die Zuwanderung des Kohltriebrüsslers aus dem Winterquartier in die Rapsfelder zu einem früheren Termin im Jahr verschiebt.

## Wirtspflanzen
Befall ist möglich an Raps (Brassica napus), Rübsen (Brassica rapa), Kohl (Brassica oleracea), Schwarzer Senf (Brassica nigra), Sarepta-Senf (Brassica juncea), Weißer Senf (Sinapis alba), Krambe (Crambe maritima) und zahlreichen Wildpflanzen aus der Familie der Brassicaceen, z. B. Hederich (Raphanus raphanistrum), Hirtentäschel (Capsella bursa-pastoris).

## Schadwirkung
Der verbreitet auftretende und oft in größeren Zahlen erscheinende Gefleckte Kohltriebrüssler verursacht meist geringe Schäden in schwachen Pflanzenbeständen. Zur Minderung des Schadausmaßes empfiehlt es sich, alle Maßnahmen zur Wachstumsförderung zu ergreifen.  Fraßschäden oder Einstichstellen zur Eiablage können Eingangspforten für Krankheiten (z. B. Phoma) darstellen. Die möglichen Ertragsverluste in schwachen Beständen werden auf ca. 20 % beziffert.

## Bekämpfung
Die Grundlage für die gezielte chemische Bekämpfung ist die richtige Terminwahl durch rechtzeitiges Aufstellen und Beobachten von Gelbschalen. Drei bis vier Tage nach Überschreiten des zurzeit geltenden Schwellenwertes von 10 bis 15 Rüsselkäfern (Großer Rapsstängelrüssler und Gefleckter Kohltriebrüssler zusammen) je Gelbschale in drei Tagen soll die erste Behandlung mit Pyrethroid-Mitteln durchgeführt werden. Bei verzetteltem Zuflug kann eine zweite Behandlung notwendig werden.
Neben der chemischen Bekämpfung spielen die natürlichen Gegenspieler eine bedeutende Rolle, z. B. die Parasitoide. Die Schlupfwespe Tersilochus obscurator aus der Ordnung der Hymenopteren kann die Larven des Gefleckten Kohltriebrüsslers im April/Mai parasitieren. Dabei sucht die Schlupfwespe die im Mark des Blattstiels minierende Wirtslarve und sticht mit ihrem Ovipositor durch das Pflanzengewebe in die Larve des Gefleckten Kohltriebrüsslers hinein, um ein Ei abzulegen. Dabei wird die Entwicklung der Wirtslarve zunächst nicht gestört. Erst wenn die Larve die Pflanze verlässt, um sich im Boden zu verpuppen, schlüpft die Larve des Parasitoiden und tötet die Wirtslarve. Die Larve des Parasitoiden verpuppt sich dann im Boden und schlüpft im folgenden Frühjahr. Neben Tersilochus obscurator werden noch die Arten Tersilochus tripartitus Brischke, Tersilochus exilis Holmgren und Stibeutes curvispina (Thomson) als Parasitoide der Larven des Gefleckten Kohltriebrüsslers aufgeführt.
Die entomophage Fliegenart Phaonia trimaculata kann ihre Eier in beschädigte Rapsstängel ablegen. Die Larven der Fliege fressen dann an den Larven des Gefleckten Kohltriebrüsslers. Eine Reduktion der Rüsselkäferlarven wird mit bis zu 55 % beziffert.
Eine Dezimierung der Larven des Gefleckten Kohltriebrüsslers ist auch durch räuberische Laufkäfer möglich.

## Resistenzzüchtung
Die klassische Pflanzenzüchtung zur Erzielung insektenresistenter Rapssorten steckt bisher noch in den Anfängen. Aus Kanada liegen erste Ergebnisse zu resistenten Genotypen von Sommerraps vor, die eine Resistenz gegenüber dem Kohlschotenrüssler aufweisen. Für den Gefleckten Kohltriebrüssler konnten in Deutschland bisher einige mögliche Resistenzquellen in den Resynthesen von Raps entdeckt werden. Versuche zur Einkreuzung dieses Materials und zur Züchtung resistenter Rapssorten stehen aber noch aus.

## Gefährdung
Die Art gilt in Deutschland als ungefährdet.

## Synonyme
- Ceutorhynchus quadridens Panzer, 1795